# Bæjarins beztu pylsur
Le Bæjarins beztu pylsur, en français « Meilleurs hot-dogs de la ville » (la graphie beztu est archaïque - en islandais actuel, il faudrait écrire bestu), souvent abrégé Bæjarins beztu, est un stand de hot-dog populaire dans le centre-ville de Reykjavik, en Islande. Ouvert en 1937, il se situe à proximité du port de Reykjavik. Il est très fréquenté par les touristes étrangers qui veulent découvrir la saveur locale du hot-dog, surnommé en Islande « plat national ».

## Histoire
Le premier restaurant, celui situé dans le centre-ville de Reykjavik en face du port, ouvre en 1937. Il est complété depuis par trois autres restaurants, deux situés à Reykjavik à l'est du centre-ville et un autre à Kópavogur, dans la banlieue Sud de la capitale.

## Gastronomie
Un hot-dog coûte 450 couronnes islandaises (en octobre 2017) et les condiments proposés incluent ketchup, moutarde douce, oignons frits et rémoulade.
Les hot-dogs sont souvent commandés « eina með öllu », c'est-à-dire accompagnés de toutes les sortes de condiments.

## Notoriété
En août 2006, le quotidien britannique The Guardian a élu le Bæjarins beztu meilleur stand de hot-dog d'Europe.
Parmi les personnalités qui ont mangé au Bæjarins beztu, on recense Bill Clinton, ancien président des États-Unis, et James Hetfield, chanteur du groupe de metal Metallica. Un portrait et une caricature de Bill Clinton sont depuis affichés sur un mur intérieur du stand.

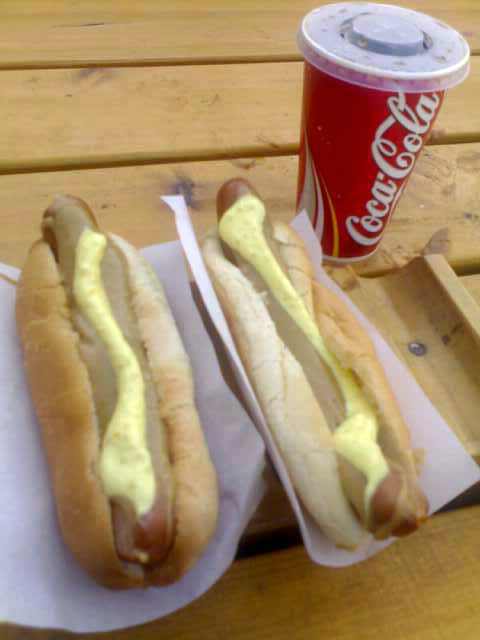
Hot-dogs du Bæjarins beztu.